# Neustädter Rathaus (Prag)

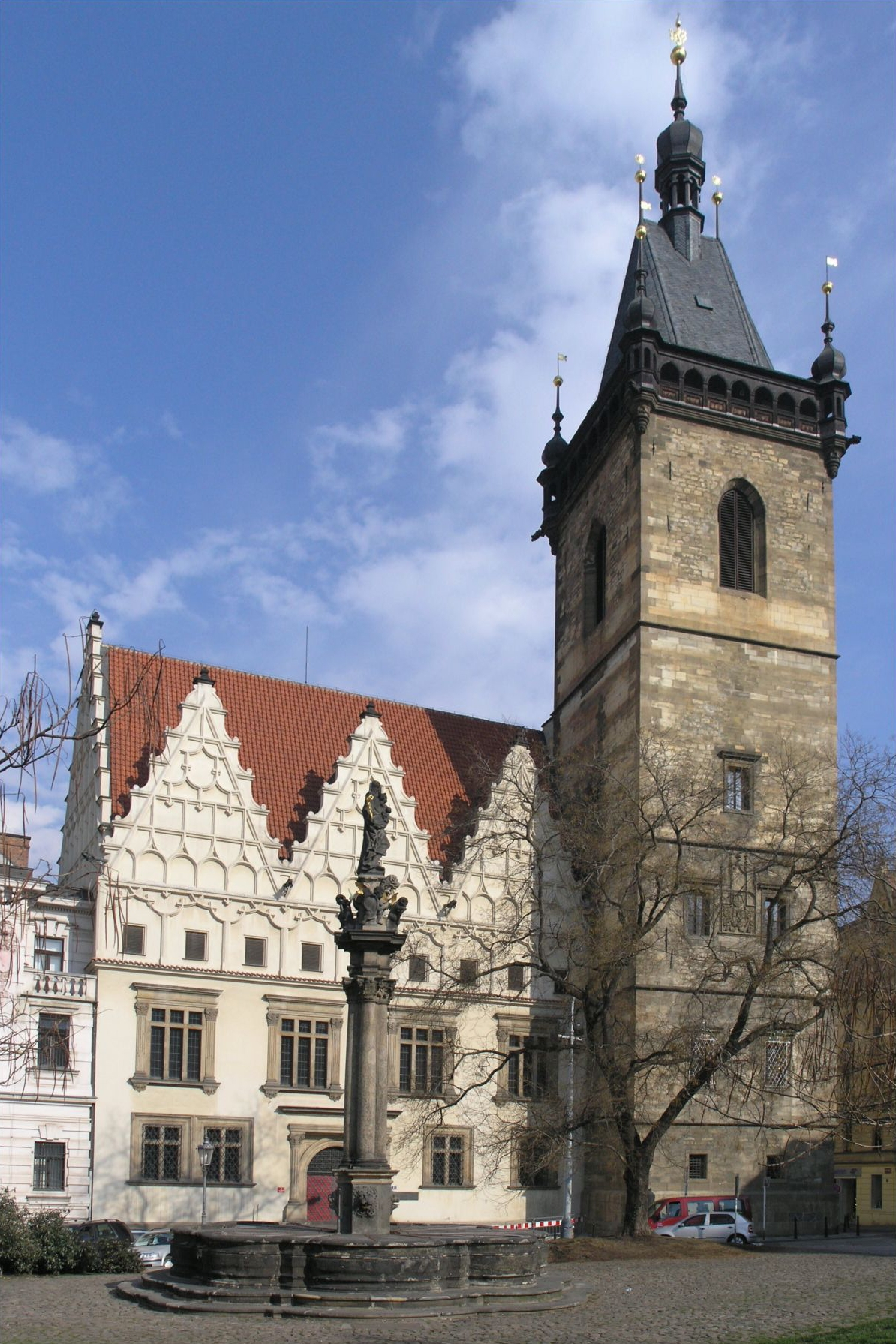
Neustädter Rathaus

Das Neustädter Rathaus (Novoměstská radnice) in Prag ist ein historisches Gebäude am Karlsplatz in der Prager Neustadt.

## Geschichte
In dominanter Lage an der Nordostecke des Viehmarktes (heute Karlsplatz) entstand ab 1367, spätestens aber nach der erneuten rechtlichen Trennung von der Prager Altstadt 1377, auf einem markanten Geländesprung das Neustädter Rathaus als Symbol der selbstständigen königlichen Prager Neustadt. Das Gebäude war zunächst einstöckig mit zwei Flügeln, der Ostflügel (erbaut 1377–1398) zur Vodičkova enthielt Amtsstuben und das Gefängnis, der Südflügel (erbaut 1411–1418) zum Karlsplatz hin Repräsentations- und Beratungsräume. 

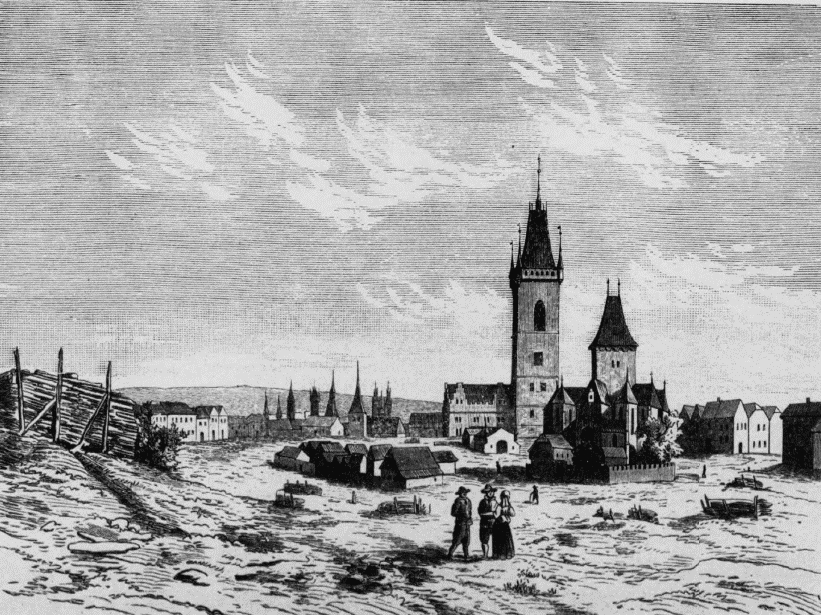
Viehmarkt mit Rathaus im 16. Jahrhundert

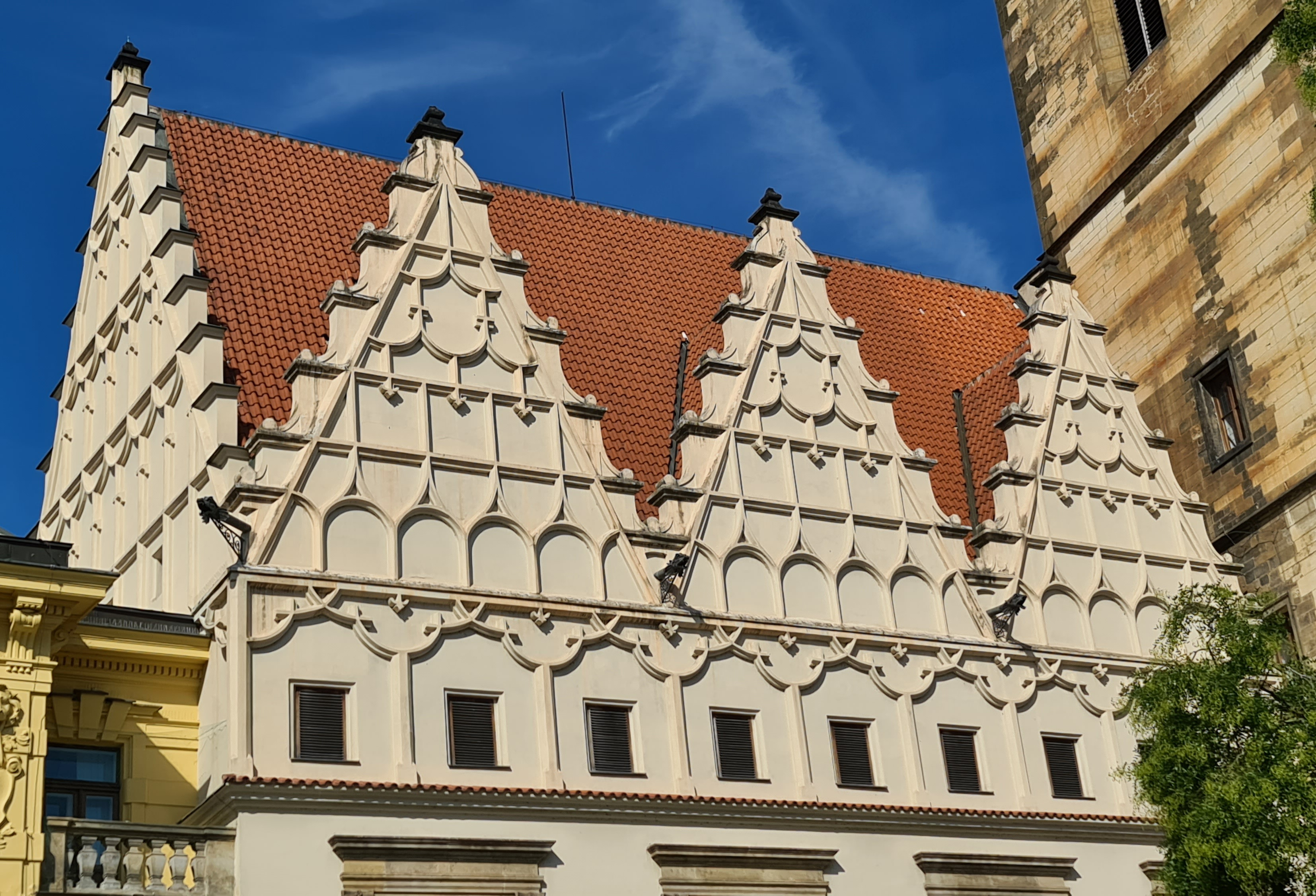
Die Frührenaissance-Giebel

In diesem Rathaus fand am 30. Juli 1419 der erste Prager Fenstersturz statt. Unter Führung des hussitischen Predigers Jan Želivský waren prozessionsartig mehrere tausend Neustädter zum Rathaus gezogen und hatten die Freilassung ihrer reformatorischen Gefangenen verlangt. Nach einer provokativen Antwort stürmten sie das Rathaus, warfen die katholischen (deutschen) Ratsherren und Richter aus dem Fenster und erstachen oder erschlugen die Überlebenden. Diese Aktion bedeutete den Beginn der fünfzehnjährigen Hussitenkriege. König Wenzel IV. geriet darüber so in Wut und Angst, dass er einen Schlaganfall erlitt, an dessen Folgen er am 16. August 1419 starb. Vor dem Rathaus befindet sich ein 1960 von Jaroslava Lukešová geschaffenes Bronzedenkmal, das an Jan Želivsky erinnert.
Eine Gedenktafel an der Fassade zur Vodičkova hin ehrt die hier nach der Niederschlagung des Prager Pfingstaufstands von 1848 eingekerkerten Teilnehmer, drei Vorkämpfer der Arbeiterbewegung aus dem Jahr 1879 sowie Mitglieder der Omladina-Jugend 1893.

## Architektur und Nutzung
Durch den Zusammenschluss der vier Prager Städte im Jahr 1784 wurde das Gebäude funktionslos. Ab 1811 diente es nach Umbauarbeiten im Empirestil, bei denen die Giebel abgeschlagen wurden, als Gericht und Gefängnis. 
Heute sind die gotischen Kellerräume und der zweischiffige Säulensaal im Erdgeschoss aus der ersten Bauzeit erhalten, letzterer dient seit 1958 als Trauungssaal. 1452–1456 kam es zum Anbau des Eckturms und 1520–26 zur Umgestaltung des Südflügels im Renaissancestil wahrscheinlich durch Benedikt Ried. Nach einem Stadtbrand 1559 wurde das Rathaus samt Turm im Renaissancestil erneuert und durch Anbauten im Westen und Norden eine Vierflügelanlage mit Arkadenhof geschaffen.
Am Anfang des 20. Jahrhunderts entstand der angrenzende Komplex des Justizgebäudes. Bei einer ersten Restaurierung 1905/06 wurde die heutige Ansicht mit der dreigiebeligen Südseite nach dem Zustand von um 1526 rekonstruiert.
Aufgrund seines städtebaulichen Wertes sowie der kulturellen und politischen Ereignisse wurde das Neustädter Rathaus zum Nationalen Kulturdenkmal erklärt.